# Davor Lamešić
Davor Lamešić (Brčko, 24. listopada 1983.), austrijski profesionalni košarkaš, podrijetlom Hrvat iz Bosne i Hercegovine. Austrijski košarkaški reprezentativac.
Karijeru je počeo u Arkadiji Traiskirchen Lionsima 2004. godine. 2008. je igrao za njemački BG Göttingen te se iste godine vratio u Austriju igrati za WBC Raiffeisen Wels.
Bio je proglašen za najkorisnijeg austrijskog igrača (MVAP) u ÖBL-u 2005./06. i 2007./08. dok je igrao u Lionsima te 2016./17. dok je igrao za Wels. S Welsom je jednom bio austrijski prvak. Bio je to 2009. godine. 
Četiri puta je bio u izabranoj najboljoj momčadi ÖBL-a u "All Staru": 2003., 2006., 2007. i 2008. godine.
2017. igrao je na dvije utakmice svjetskog kupa te 2018. na utakmici europskog prvenstva nižeg razreda protiv Cipra.

## Vanjske poveznice
- Eurobasket
- Interperformances